# Comuna Popești, Vrancea
Popești este o comună în județul Vrancea, Muntenia, România, formată din satele Popești (reședința) și Terchești.

## Așezare
Comuna se află în sudul județului, pe malul stâng al Râmnei și pe cel drept al Oreavului. Este traversată de șoseaua națională DN2, care leagă Focșaniul de Buzău.

## Demografie
Componența etnică a comunei Popești
     Români (95,24%)
     Alte etnii (0%)
     Necunoscută (4,76%)
Componența confesională a comunei Popești
     Ortodocși (94,35%)
     Alte religii (0,64%)
     Necunoscută (5,01%)
Conform recensământului efectuat în 2021, populația comunei Popești se ridică la 2.814 locuitori, în creștere față de recensământul anterior din 2011, când fuseseră înregistrați 2.753 de locuitori. Majoritatea locuitorilor sunt români (95,24%), iar pentru 4,76% nu se cunoaște apartenența etnică. Din punct de vedere confesional, majoritatea locuitorilor sunt ortodocși (94,35%), iar pentru 5,01% nu se cunoaște apartenența confesională.

## Politică și administrație
Comuna Popești este administrată de un primar și un consiliu local compus din 11 consilieri. Primarul, Nicolae Ciocănel[*], de la Partidul Social Democrat, este în funcție din 2004. Începând cu alegerile locale din 2024, consiliul local are următoarea componență pe partide politice:
|  | Partid                          | Consilieri | Componența Consiliului | Componența Consiliului | Componența Consiliului | Componența Consiliului |
|  | ------------------------------- | ---------- | ---------------------- | ---------------------- | ---------------------- | ---------------------- |
|  | Partidul Social Democrat        | 4          |                        |                        |                        |                        |
|  | Partidul Național Liberal       | 4          |                        |                        |                        |                        |
|  | Alianța pentru Unirea Românilor | 3          |                        |                        |                        |                        |

## Istorie
La sfârșitul secolului al XIX-lea, comuna făcea parte din plasa Marginea de Sus a județului Râmnicu Sărat și avea în compunere satele Popești și Runcu, iar populația totală era de 2460 de locuitori. În comună funcționau două biserici (una zidită în 1816 timpul domniei lui Ioan Gheorghe Caragea și în timpul episcopului Buzăului Kir Costandie de către familia jupânului Năstase Caraiman și de pitarul Mărgăritescu; și cealaltă zidită de locuitori în 1848) și o școală mixtă cu 117 elevi (deschisă pentru băieți în 1859 și pentru fete în 1878). Aceeași alcătuire este atestată și în 1925 de Anuarul Socec, comuna făcând parte din plasa Plăinești a aceluiași județ și având o populație de 3240 de locuitori.
În 1950, comuna a fost transferată raionului Focșani din regiunea Putna, apoi (după 1952) din regiunea Bârlad și (după 1956) din regiunea Galați. În 1968, comuna a trecut la județul Vrancea și a fost imediat desființată, iar satul Runcu a fost inclus în satul Popești, care a fost arondat comunei Urechești. Comuna Popești a fost reînființată în 2003, ea primind și satul Terchești.

## Monumente istorice
Singurul obiectiv din comuna Popești inclus în lista monumentelor istorice din județul Vrancea ca monument de interes local este monumentul eroilor din Primul Război Mondial, ridicat în 1938 în incinta bisericii din satul Popești. El este clasificat ca monument memorial sau funerar.